# NGC 890
NGC 890 is een elliptisch sterrenstelsel in het sterrenbeeld Driehoek. Het hemelobject werd op 13 september 1784 ontdekt door de Duits-Britse astronoom William Herschel.

## Synoniemen
- PGC 8997
- UGC 1823
- MCG 5-6-30
- ZWG 504.64